# Bielorrússia Ocidental

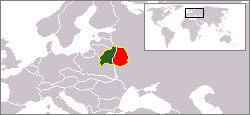
Bielorrússia Ocidental em verde e Bielorrússia Oriental mostrada em vermelho

Bielorrússia Ocidental é o nome utilizado para se referir ao território da atual Bielorrússia que fazia parte da Segunda República Polonesa até a assinatura do Tratado de Riga, ocorrida entre a Guerra Polonesa-Soviética e a Segunda Guerra Mundial. O termo é utilizado como contraponto à Bielorrússia Oriental, que era uma república constituinte da União Soviética. 
O território incluía a maior parte das regiões ocidentais do país, em especial os voblasts de Hrodna e Brest, bem como partes dos voblasts de Minsk e Vitebsk.
A população da Bielorrússia Ocidental incluía bielorrussos, poloneses, lituanos, judeus e russos. Diversos camponeses da Polésia (os poleszuks) declaravam-se simplesmente como locais, ou "ortodoxos", em vez de se dizerem 'bielorrussos' (ver minoria bielorrussa na Polônia).